# 欧州人民党
欧州人民党（おうしゅうじんみんとう、EPP）は、1976年創設の中道右派に位置する欧州規模の政党。欧州議会では欧州人民党に参加する各国内政党のほか、中道右派やキリスト教民主主義系の無所属議員で会派「欧州人民党グループ」を形成している。欧州人民党には、欧州諸国中40か国の保守主義政党およびキリスト教民主主義政党のうち、74の政党が加盟している。
現在の党議長は、ドイツ・キリスト教社会同盟のマンフレート・ヴェーバー（2022年就任）。
2002年、それまで国際民主同盟（IDU）のヨーロッパ支部だった欧州民主同盟を吸収し、それ以降は、欧州保守改革党（旧・欧州保守改革同盟）と並び、IDUのヨーロッパ支部としての機能も果たしている。

## 参加政党
| 国名           | 党名                                       | 備考                                                                       |
| -------------- | ------------------------------------------ | -------------------------------------------------------------------------- |
| アイルランド   | フィネ・ゲール                             | 統一アイルランド党と訳される場合もあり。                                   |
| イタリア       | 自由の人民                                 |                                                                            |
| イタリア       | 欧州民主連合・南部の人民                   |                                                                            |
| イタリア       | 中道連合                                   |                                                                            |
| エストニア     | 祖国共和同盟                               |                                                                            |
| オランダ       | キリスト教民主アピール                     |                                                                            |
| オーストリア   | オーストリア国民党                         |                                                                            |
| キプロス       | 民主運動党                                 |                                                                            |
| ギリシャ       | 新民主党                                   |                                                                            |
| スウェーデン   | 穏健党                                     |                                                                            |
| スウェーデン   | キリスト教民主党                           |                                                                            |
| スロバキア     | スロバキア民主キリスト教連合・民主党       |                                                                            |
| スロバキア     | ハンガリー人連合党                         |                                                                            |
| スロバキア     | キリスト教民主運動                         |                                                                            |
| スロベニア     | スロベニア民主党                           |                                                                            |
| スロベニア     | 新スロベニア                               |                                                                            |
| スロベニア     | スロベニア人民党                           | スロベニア国民党と訳される場合もあり。                                     |
| スペイン       | 国民党                                     | 民衆党或いは人民党と訳される場合も有り。                                   |
| スペイン       | カタルーニャ民主連合                       |                                                                            |
| チェコ         | TOP09                                      |                                                                            |
| チェコ         | キリスト教民主同盟＝チェコスロバキア人民党 |                                                                            |
| デンマーク     | 保守国民党                                 |                                                                            |
| デンマーク     | キリスト教民主党                           |                                                                            |
| ドイツ         | キリスト教民主同盟                         |                                                                            |
| ドイツ         | キリスト教社会同盟                         | バイエルン地域で活動。民主同盟とは姉妹政党の間柄                           |
| ハンガリー     | フィデス＝ハンガリー市民同盟               | 2019年3月より無期限の加盟資格停止処分。2021年3月、市民同盟側が離脱を表明。 |
| ハンガリー     | キリスト教民主人民党                       | キリスト教民主国民党と訳する場合もあり。フィデスとは協力関係にある。       |
| フィンランド   | 国民連合党                                 |                                                                            |
| フランス       | 共和党                                     |                                                                            |
| ブルガリア     | 民主勢力同盟                               |                                                                            |
| ブルガリア     | 民主党                                     |                                                                            |
| ブルガリア     | 強いブルガリアのための民主主義者           |                                                                            |
| ブルガリア     | ブルガリア農民国民同盟                     |                                                                            |
| ブルガリア     | ヨーロッパ発展のためのブルガリア市民       |                                                                            |
| ベルギー       | キリスト教民主フラームス                   | フランデレン地域で活動。                                                   |
| ベルギー       | 民主人道主義中道派                         | ワロン地域で活動。                                                         |
| ポーランド     | 市民プラットフォーム                       |                                                                            |
| ポーランド     | ポーランド農民党                           |                                                                            |
| ポルトガル     | 社会民主党                                 |                                                                            |
| ポルトガル     | 民主社会センター・人民党                   | 民主社会センター・国民党と訳する場合もあり。                               |
| マルタ         | 国民党                                     |                                                                            |
| ラトビア       | 統一                                       |                                                                            |
| リトアニア     | 祖国同盟＝リトアニア・キリスト教民主党     |                                                                            |
| ルーマニア     | 民主自由党                                 |                                                                            |
| ルーマニア     | キリスト教民主国民農民党                   |                                                                            |
| ルーマニア     | ハンガリー人民主同盟                       |                                                                            |
| ルクセンブルク | キリスト教社会人民党                       | キリスト教社会国民党と訳される場合もあり。                                 |

## 協力政党
| クロアチア | クロアチア民主同盟   |                                          |
| クロアチア | クロアチア農民党     |                                          |
| スイス     | キリスト教民主人民党 | キリスト教民主国民党と訳する場合もあり。 |
| セルビア   | G17＋                |                                          |
| ノルウェー | 保守党               |                                          |

## オブザーバー参加の政党
| アルバニア               | アルバニア民主党                                 |                                            |
| アルメニア               | アルメニア共和党                                 |                                            |
| アルメニア               | 法の支配                                         |                                            |
| アルメニア               | 遺産                                             |                                            |
| イタリア                 | 南チロル人民党                                   |                                            |
| ウクライナ               | ウクライナ人民運動                               | 通称「ルフ」若しくは「ルーフ」             |
| ウクライナ               | 人民同盟「我がウクライナ」                       |                                            |
| ウクライナ               | 全ウクライナ同盟「祖国」                         |                                            |
| ジョージア               | 統一国民運動                                     |                                            |
| コソボ                   | コソボ民主連盟                                   |                                            |
| サンマリノ               | サンマリノキリスト教民主党                       |                                            |
| トルコ                   | 公正発展党                                       |                                            |
| ノルウェー               | キリスト教民主党                                 |                                            |
| フィンランド             | キリスト教民主党                                 |                                            |
| ベラルーシ               | ベラルーシ人民戦線                               |                                            |
| ベラルーシ               | ベラルーシ統一市民党                             |                                            |
| ボスニア・ヘルツェゴビナ | 民主行動党                                       |                                            |
| ボスニア・ヘルツェゴビナ | 民主進歩党                                       |                                            |
| ボスニア・ヘルツェゴビナ | クロアチア民主同盟                               |                                            |
| セルビア                 | ヴォイヴォディナ・ハンガリー人同盟               |                                            |
| 北マケドニア             | 内部マケドニア革命組織・マケドニア国家統一民主党 |                                            |
| モルドバ                 | モルドバ自由民主党                               |                                            |
| モルドバ                 | キリスト教民主人民党                             | キリスト教民主国民党と訳される場合もあり。 |

## 組織

### 歴代議長
- レオ・ティンデマンス（英語版）（1976-1985）-  ベルギー キリスト教人民党
- ピエト・ブックマン（英語版）（1985-1987）-  オランダ キリスト教民主アピール
- ジャック・サンテール（1987-1990）-  ルクセンブルク キリスト教社会人民党
- ウィルフリード・マルテンス（英語版）（1990-2013）-  ベルギー キリスト教民主フラームス
- ジョゼフ・ドール（2013-2019）-  フランス 国民運動連合
- ドナルド・トゥスク（2019-2022）-  ポーランド 市民プラットフォーム
- マンフレート・ヴェーバー (2022-) -  ドイツ キリスト教社会同盟